# Kerwin Roach
Pour les articles homonymes, voir Roach.
Kerwin LaTroy Roach II, né le 24 octobre 1996 à Houston, Texas, est un joueur professionnel de basket-ball évoluant au poste d'arrière.

## Biographie

### Carrière junior
Kerwin Roach a fréquenté l’école secondaire de North Shore à Houston. En 2015, il rejoint l'université du Texas en rejetant des offres de l'université de Californie et de l'université d'État de Wichita. En parallèle, il performe aussi en athlétisme et en particulier en triple saut.
En NCAA, il joue pour les Longhorns du Texas.
A l'issue de la saison 2015-2016, Roach a été nommé dans la Big 12 Conference All-Newcomer Team. Il a obtenu une moyenne de 7,5 points par match en première année. Il a été suspendu pour le premier match de sa deuxième année. En tant que deuxième année, Roach a obtenu une moyenne de 9,9 points par match dans une équipe qui termine avec un bilan de 11 victoires  et 22 défaites. Roach a été un contributeur important pour le Texas en tant que jeune joueur, jouant un rôle important à l’attaque avec Andrew Jones qui a perdu une grande partie de la saison avec la leucémie. Roach avait ses propres problèmes de santé à gérer, jouant la majeure partie de la saison de conférence avec une main cassée. Il a obtenu 12,3 points, 3,7 rebonds, 3,6 passes décisives et 1,5 interceptions par match. Roach a amélioré son tir à 43,8 % dans la raquette et 36,4 % à trois points, et il a été nommé membre de la sélection Honorable Mention All-Big 12 selection. Roach a perdu une dent dans un match de tournoi Big 12 face aux Cyclones d'Iowa State, mais il a continué à jouer et a terminé avec 9 points, 6 rebonds et 7 passes décisives pour une victoire finale. Au tournoi de la NCAA, Roach a marqué un record en carrière de 26 points lors d’une défaite en prolongation de 87 à 83 contre le Wolf Pack du Nevada. Après la saison, Roach a flirté avec la draft 2018 de la NBA, mais a finalement décidé de revenir au Texas.
Il a subi une déchirure du ménisque du genou droit le 2 août 2018 au camp de la garde d’élite CP3, ce qui a nécessité une intervention chirurgicale. Roach a été suspendu pour le premier match de la saison de l’équipe pour avoir enfreint les règles de l’équipe. Il a été de nouveau suspendu pour avoir enfreint les règles de l’équipe le 22 février 2019. Il a été mis de côté pendant cinq matchs avant de revenir au Big 12 Tournament contre les Jayhawks du Kansas le 14 mars 2019. Roach a obtenu en moyenne 14,6 points, 4,3 rebonds, 3,2 passes décisives et 1,2 interception par match en tant que joueur senior.

### Carrière professionnelle
Kerwin Roach n'est pas sélectionné lors de la draft 2019 de la NBA.
Il participe à la NBA Summer League 2019 avec les Hornets de Charlotte mais il ne dispute aucun match. Le 27 juillet 2019, il s'engage dans le championnat hongrois avec le BC Körmend. En novembre 2019, il est sélectionné par Knicks de Westchester lors de la draft 2019 de la NBA Gatorade League mais il est immédiatement échangé contre Tim Bond et Kavin Gilder-Tilbury avec les Vipers de Rio Grande Valley. Par la suite, il quitte l'équipe du BC Körmend sans avoir disputé le moindre match pour rejoindre le camp d'entraînement des Vipers de Rio Grande Valley. Il dispute son premier match le 10 novembre 2019 face aux Spurs d'Austin en disputant 4 minutes. Le 30 novembre 2019, il inscrit 22 points lors de la première victoire de la saison des Vipers face aux Lakers de South Bay.
Le 20 janvier 2021, il s'engage avec les Wellington Saints dans la National Basketball League. Il dispute son premier match le 24 avril 2021 face aux Otago Nuggets en disputant 26 minutes pour 19 points, 3 rebonds et 2 passes décisives. A l'issue de la saison, il remporte le championnat en finale face aux Hawke's Bay Hawks et est nommé MVP de la finale.
Il rejoint les Clippers de Los Angeles pour la NBA Summer League 2021 avec qui il dispute 5 matchs pour une moyenne de 7,4 points par match.
Le 26 août 2021, il s'engage dans le championnat israélien avec Ironi Ness Ziona B.C..  Il ne dispute aucun match et il est sélectionné, en octobre 2021, lors de la draft 2021 de la G-League, par les Bulls de Windy City. Le 12 janvier 2022, il réalise le premier double-double de sa carrière en G-League avec 24 points, nouveau record en carrière et 11 rebonds face au Charge de Cleveland (défaite 94 à 103).
En 2022, il dispute 3 matchs dans le championnat dominicain avec les Marineros de Puerto Plata avec des moyennes par match de 11 points, 2,7 rebonds et 1,3 passe décisives. Puis, le 20 août 2022, il s'engage dans le championnat libanais avec le Club sportif La Sagesse.
Le 25 mai 2023, il s'engage en Syrie avec Al Nasr.
En 2023, il dispute le championnat iraquien avec Al-Difaa Al-Jawi et en 2024, il remporte le championnat en inscrivant 38 points lors du dernier match.
Le 3 août 2024, il s'engage dans le championnat libanais avec le CS Antonine.

## Palmarès et Distinctions

### Palmarès
- Vainqueur de la National Basketball League avec les Wellington Saints (2021)
- Vainqueur du championnat iraquien avec Al-Difaa Al-Jawi (2024)

### Distinctions personnelles
- 2x Phillips 66 Big 12 Newcomer of the Week selection (2016)
- Big 12 Conference All-Newcomer Team (2016)
- Honorable Mention All-Big 12 selection (2018)
- MVP de la Finale de la National Basketball League avec les Wellington Saints (2021)

## Statistiques

### A l'université
| Gras/Meilleures performances | [ 32 ] |

| Saison    | Équipe | Matchs | Titul. | Min./m | % Tir | % 3pts | % LF | Rbds/m. | Pass/m. | Int/m. | Ctr/m. | Pts/m. |
| --------- | ------ | ------ | ------ | ------ | ----- | ------ | ---- | ------- | ------- | ------ | ------ | ------ |
| 2015-2016 | Texas  | 33     | 0      | 18,0   | 45,3  | 32,8   | 62,9 | 2,9     | 1,2     | 0,9    | 0,3    | 7,5    |
| 2016-2017 | Texas  | 32     | 31     | 30,0   | 39,8  | 28,4   | 63,0 | 3,9     | 3,7     | 1,6    | 0,2    | 9,9    |
| 2017-2018 | Texas  | 32     | 31     | 33,4   | 43,8  | 36,4   | 65,1 | 3,7     | 3,6     | 1,5    | 0,3    | 12,3   |
| 2018-2019 | Texas  | 31     | 24     | 29,2   | 43,9  | 35,5   | 68,8 | 4,3     | 3,2     | 1,2    | 0,3    | 14,6   |
| Total     | Total  | 128    | 86     | 27,6   | 43,1  | 34,1   | 64,9 | 3,7     | 2,9     | 1,3    | 0,3    | 11,0   |

### En NBA Gatorade League
| Gras/Meilleures performances | [ 33 ] |

#### En showcase Cup
| Saison    | Équipe     | Matchs | Titul. | Min./m | % Tir | % 3pts | % LF | Rbds/m. | Pass/m. | Int/m. | Ctr/m. | Pts/m. |
| --------- | ---------- | ------ | ------ | ------ | ----- | ------ | ---- | ------- | ------- | ------ | ------ | ------ |
| 2021-2022 | Windy City | 7      | 0      | 9,7    | 33,3  | 33,3   | 25,0 | 1,6     | 0,7     | 0,1    | 0,1    | 2,1    |
| Total     | Total      | 7      | 0      | 9,7    | 33,3  | 33,3   | 25,0 | 1,6     | 0,7     | 0,1    | 0,1    | 2,1    |

#### En saison régulière
| Saison    | Équipe            | Matchs | Titul. | Min./m | % Tir | % 3pts | % LF | Rbds/m. | Pass/m. | Int/m. | Ctr/m. | Pts/m. |
| --------- | ----------------- | ------ | ------ | ------ | ----- | ------ | ---- | ------- | ------- | ------ | ------ | ------ |
| 2019-2020 | Rio Grande Valley | 36     | 5      | 16,6   | 42,2  | 34,9   | 56,5 | 2,3     | 2,6     | 0,6    | 0,3    | 6,9    |
| 2021-2022 | Windy City        | 31     | 27     | 30,4   | 45,4  | 37,9   | 65,1 | 4,4     | 2,9     | 1,1    | 0,6    | 12,5   |
| Total     | Total             | 67     | 32     | 23,0   | 44,1  | 36,7   | 60,7 | 3,3     | 2,7     | 0,9    | 0,5    | 9,5    |